# Groupe de NGC 182
Le groupe de NGC 182 comprend principalement quatre galaxies situées dans la constellation des Poissons. La distance moyenne entre ce groupe et la Voie lactée est d'environ 72,0 Mpc (∼235 millions d'al). 

## Membres
Le tableau ci-dessous liste les quatre galaxies qui sont indiquées dans l'article d'Abraham Mahtessian paru en 1998.  
| Nom     | Classification    | Type                  | α (J2000.0)   | δ (J2000.0) | Vitesse radiale (km/s) | Magnitude apparente | Distance (Mpc) | Dimensions (kal) |
| ------- | ----------------- | --------------------- | ------------- | ----------- | ---------------------- | ------------------- | -------------- | ---------------- |
| NGC 182 | (R')SAB(rs)a pec? | Spirale intermédiaire | 00h 38m 12.4s | 02° 43′ 43″ | 5261 ± 6               | 12,4                | 72,5 ± 5,1     | 192              |
| NGC 194 | E                 | Elliptique            | 00h 39m 18.4s | 03° 02′ 15″ | 5288 ± 11              | 12,2                | 72,0 ± 5,1     | 100              |
| NGC 198 | SA(r)c            | Spirale               | 00h 39m 23.0s | 02° 47′ 53″ | 5275 ± 41              | 13,2                | 72,4 ± 5,1     | 93               |
| NGC 200 | SB(s)bc           | Spirale barrée        | 00h 39m 34.9s | 02° 53′ 15″ | 5169 ± 8               | 12,6                | 70,9 ± 5,0     | 128              |

Le site DeepskyLog permet de trouver aisément les constellations des galaxies mentionnées dans ce tableau ou si elles ne s'y trouvent pas, l'outil du site constellation permet de le faire à l'aide des coordonnées de la galaxie. Sauf indication contraire, les données proviennent du site NASA/IPAC.